# Thunbergia grandiflora
Espèce
Thunbergia grandiflora est une espèce de plantes à fleurs de la famille des Acanthaceae. C'est une liane originaire d'Asie mais qui a été introduite ailleurs et, dans certains endroits, elle est devenue envahissante.

## Description

### Aspect général
L'espèce se présente comme une liane pérenne.

### Feuilles
Les feuilles sont simples, opposées, entières, pétiolées, avec un limbe ovale à légèrement triangulaire constitué de 1 à 3 lobes anguleux.

### Fleurs
Les inflorescences sont des grappes de fleurs bleu clair ou bleu foncé à gorge crème, blanches chez la variété Alba.

### Fruits
Le fruit est une capsule ovoïde qui se termine par un long bec droit et épais. Ses deux loges contiennent chacune une graine noire.

## Répartition

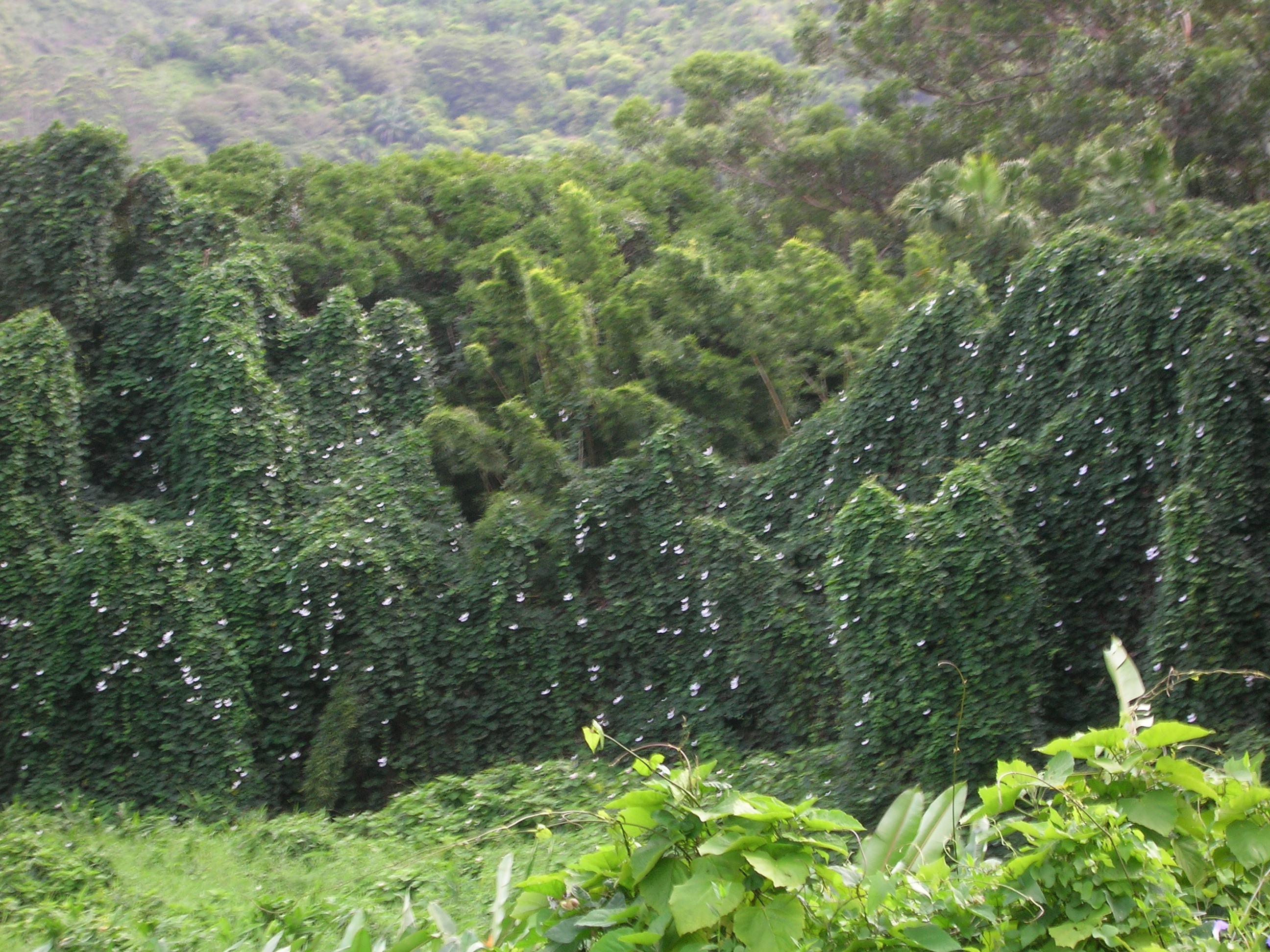
Invasion à Hawaï.

Originaire d'Inde (Bengale), du Pakistan et de la Birmanie, elle a été introduite dans de nombreuses zones tropicales. On la retrouve notamment dans des îles du Pacifique comme Hawaii et la Nouvelle-Calédonie.

### Caractère envahissant
Cette espèce est envahissante dans les lisières et les clairières de certaines forêts humides d'Australie, ainsi qu'en Nouvelle-Calédonie et à Hawaï.
En Nouvelle-Calédonie, le Code de l'environnement de la Province Sud interdit l’introduction dans la nature de cette espèce ainsi que sa production, son transport, son utilisation, son colportage, sa cession, sa mise en vente, sa vente ou son achat.